# Макс Њумен
Максвел Херман Александар "Макс" Њумен, FRS (7. фебруар 1897. - 22. фебруар 1984) био је британски математичар и разбијач кодова. Његов рад у Другом светском рату довео је до конструкције Colossus-а , првог електронског оперативног компјутера. Основао је рачунарску лабораторију Краљевског друштва на Универзитету у Манчестеру која је произвела први електронски рачунар са радним памћењем програмима 1948.

## Детињство, младост и образовање
Макс Њумен (Максвел Њумен) је рођен у Челсију (Лондон, Енглеска), 7. фебруара 1897. Његов отац је био Херман Александар Њумен, пореклом из немачког града Бромберга (сада у Пољској) који је емигрирао са својом породицом у Лондон када је имао 15 година. Херман је радио као секретар у компанији и 1896. оженио је Сару Ан (Пајк), професорку енглеског.
Породица се преселила у Дулвич 1903, Њумен је кренуо у школу Goodrich Road, а од 1908. у школу City of London. У школи је бриљирао на часовима класика и математике. Добро је играо шах и свирао клавир.
Њумен је добио стипендију за студије математике на St John's колеџу на Кембриџу 1915, а 1916. био први у делу 1 курса Кембриџ Математички Трипос

## Први светски рат
Његове студије су биле одложене због Првог светског рата. Његов отац је био интерниран као непријатељцки странац на почетку рата 1914, после његовог пуштања вратио се у Немачку. У јануару 1917 Њуман је кренуо да предаје у Archbishop Holgate's Grammar школи у Јорку. Отишао је у априлу 1918. Провео је пар месеци у плаћеном корпусу краљевске армије, а онда је предавао у Chigwell школи 6 месеци у току 1919 пре него што се вратио на Кембриџ. У фебруару 1918 позван је да одслужи војни рок, али је тврдио приговор савести због својих уверења и земље порекла његовог оца и тиме избегао било какву директну улогу у борби.

## Између ратова

### Дипломирање
Наставио је прекинуте студије у октобру 1919 и дипломирао је 1921 као wrangler (еквиванентно првом) у делу II Математичког Трипоса и добио разлику. Његова дисертација је разматрала употребу "симболичних машина" у физици, наговештавајући његово касније интересовање за рачунарске машине.

### Рана академска каријера
5. новембра 1923. изабран је за сарадника St John's. Радио је на темељима комбинаторне топологије и предложио да појам еквиваленције буде дефинисан користећи само 3 елементарна "потеза". Њуменова дефиниција је избегла тешкоће настале из претходних дефиниција концепта. Издавањем више од 20 радова добио је репутацију "експерта за модерну топологију". Њумен је написао Елементи топологије скупа тачака у равни, коначан рад на општој топологији , идаље препоручљив за студенте. Такође је објавио радове на тему математичке логике и решио је специјални случај Хилбертовог петог проблема.
Постављен је за професора математике на Кембриџу 1927, где су његових 1935 лекција о основама математике и Годеловој теореми инспирисали Алана Тјуринга да започне свој пионирски рад на Entscheidungsproblem-у (проблему одлука) користећи хипотетички разунар. У пролеће 1936, Тјуринг је презентовао Њумену нацрт "On Computable Numbers with an Application to the Entscheidungsproblem". Он је увидео значај овог листа и помогао да се обезбеди брза публикација. Њумен је накнадно договорио Тјурингову посету Принстону где је Алонзо Черч радио на истом проблему, али користећи свој Ламбда рачун. Током овог периода Њуман је почео да дели Тјурингов сан о изградњи разунара који чува програме.
За то време на Кембриџу спријатељио се са Патриком Блакетом, Хенријем Вајтхедом и Лионелом Пенроузом.
У септембру 1937, Њумен и његова породица су прихватили позив да ради 6 месеци на Принстону. На Принстону радио је на Поенкеровој претпоставци и у својим последњим недељама тамо представио је доказ. Међутим, у јулу 1938, када се вратио на Кембриџ, Њумен је открио да је његов доказ био фатално погрешан.
У 1939, Њумен је изабран за сарадника Краљевског друштва.

### Породични живот
У децембру 1934. оженио је Лин Лојд Ирвин, писца. Патрик Блакет му је био кум. Имали су 2 сина, Едварда (рођеног 1935) и Вилијама (рођеног 1939).

## Други светски рат
Уједињено Краљевство је објавило рат Немачкој 3. септембра 1939. Њуманов отац је био Јевреј, који је од посебног интереса у лицу нацистичке Немачке. Лин, Едвард и Вилијам су евакуисани у Америку у јулу 1940 (где су провели три године пре повратка у Енглеску у октобру 1943). Након Освалд Веблен - одржавања "да сваки способан мушкарац мора да носи пиштољ или бомбу и бори се за своју земљу "- насупрот потезима да га доведу на Принстон, Њумен је остао у Кембриџу и први наставио истраживања и предавања.

### Кодекс владе и Cypher школа
До пролећа 1942, Њумен разматра умешаност у ратном раду. Распитивао се. Након што га је Патрик Блакет препоручио директору поморске обавештајне службе, Њумен је се чуо са Франком Адкоком у вези са Кодексом Владе и Cypher школом у Блечли парку.
Њумен је био пажљив, одлучан да осигура да ће посао који ће радити бити довољно интересантан и користан. Такође постојала је шанса да немачка националност његовог оца искључује било какву умешаност у тајни рад. Потенцијални проблеми решени су до лета и Њумен је прихватио да дође у Блечли парк 31. августа 1942. Ф. Л. (Петер) Лукас га је позвао да ради на Енигма, али је одлучио да се придружи Тилтмановој групи која је радила на Tunny - тајном раду.

### Tunny
Њумен је додељен секцији за истраживање и постављен је да ради на немачком телепринтеру шифре познате као "Tunny". Придружио се "Testery" у октобру. Њуман је уживао у друштву, али му се није свиђао посао и сматрао је да не одговара његовом таленту. Убедио је своје надређене да методTutte може бити механизован, па му је у децембру 1942 додељен задатак да направи одговарајућу машину. Убрзо након тога, Едвард Травис (тада оперативни шеф Блечли парка) затражио је да Њумен води истраживање механизованог разбијања кодова.

### Њуменри
Када се рат завршио, Њумен је представљен са сребрном врчом на коме је било уписано 'човеку из Њуменрија, 1943-45'.

#### Хит Робинсон
(машина за разбијање кодова)
Изградња је почела у јануару 1943, а први прототип је испоручен у јуну 1943. Оперисан је у Њуменовој новој секцији коју је назвао "Њуменри", првобитно је смештен у Хут 11 и у почетку Њумен запошљава себе, Доналда Мичија, два инжењера и 16 ВРЕНС (Women's Royal Naval Service). ВРЕНС су дале надимак машини "Хит Робинсон", по карикатуристи истог имена који је цртао духовите цртеже апсурдних механичких уређаја.

#### Колос
Робинсон машине су имале ограничену брзину и поузданост. Томи Флауерс из истраживачке станице Post Office, Долис Хил је имао искуство са термоелектронским вентилима и изградио електронску машину, Колос компјутер који је инсталиран у Њуменпи. То је био велики успех и 10 их је било у употреби до краја рата.

## Каснија академска каријера

### Fielden Chair, Универзитет Викторија у Манчестеру
У септембру 1945, Њумен је именован за шефа Одељења математику и на катедри за чисту математике на Универзитету у Манчестеру.

#### Рачунарска лабораторија
Њумен није губио време у представљању рачунарске лабораторије познатом Краљевском Друштву на Универзитету. У фебруару 1946, писао је Џону фон Нојману, изражавајући своју жељу да направи рачунар. Краљевско Друштво је одобрило Њуменову захтев за зајам у јулу 1946. Фредрик Каланд Вилијамс и Томас Килбурн, стручњаци у дизајну електронских кола, регрутовани су из истраживачке установе за телекомуникације. Килбурн и Вилијамс су направили "Бебу", први светски дигитални рачунар са електронским чувањем програма базиран на Тјуринговим идејама.
 Хајде да расчистимо нешто пре него што наставимо даље, ни Том Килбурн ни ја нисмо знали ништа о рачунарима када смо дошли на Универзитет у Манчестеру... Њумен нам је објаснио све о томе како рачунар ради.
 — Фредерик Каланд Вилијамс, један од твораца Бебе
Након што је аутоматски рачунарски мотор претрпео кашњења и set backs, Тјуринг је прихватио Њуменову понуду и прикључио се рачунарској лабораторији у мају 1948 као заменик директора (која више нема директора). Тјуринг се прикључио Килбурну и Вилијамсу на раду за Бебиног наследника, Манчестер Марку I. Сарадња између Универзитета и Феранти касније произвела Феранти Марк I, први масовно произведен рачунар који је ишао на продају.

### Повлачење
Њумен се повукао 1964 да живи у Комбертону, близу Кембриџа. После смрти Лин 1973, оженио је Маргарет Пенроуз, удовицу његовог пријатеља Лионела Пенроуза.
Наставио је истраживања о комбинаторној топологији у периоду када је Енглеска главни центар активности нарочито у Кембриџу под вођством Кристофера Зимана. Њуманов значајан допринос довео је до позива да презентује свој рад 1962. на интернационалном математичком конгресу у Стокхолму. Тада је имао 65 година, а доказао је Поенкерову претпоставку за тополошке многострукости у 1966.
Са 85 година, Њумен је оболео од Алцхајмерове болести. Умро је у Кембриџу 2 године касније.

## Почасти
- Сарадник Краљевског друштва, изабран 1939
- Силвестерова медаља Краљевског друштва, награђен 1958
- Лондонско Математичко Друштво, председник 1949—1951
- LMS Де Морганова медаља, награђен 1962
- D.Sc. Универзитет у Хулу, награђен 1968

Њумен зграда у Манчестеру добила је име у његову част. У зграду су смештани чисти математичари са Викторијиног универзитета у Манчестеру између исељавања из математике куле у 2004 и јула 2007 када је школа за математику пресељена у своју нову Алан Тјуринг зграду, где соба за предавање носи име у његову част.

## Архивска грађа
The Max Newman Digital Archive has digital copies of materials from the library of St. John's College, Cambridge.